# 同成会
同成会（どうせいかい、旧字体：同成󠄁會）とは、大正・昭和時代に存在した貴族院の院内会派（1919年（大正8年）11月15日 – 1947年（昭和22年）5月2日）。主として勅選議員と多額納税議員によって構成された。
1919年（大正8年）に男爵議員が合同して公正会を結成すると、既存の会派は大打撃を受けた。特に院内交渉団体の資格である25名を割った土曜会と第一次無所属は会派存亡の危機に陥った。そこで土曜会の14名は11月15日土曜会を解散して、そのまま新会派である同成会を結成し、10日後に第一次無所属15名と純無所属2名が参加した。この会派は全員が非華族（勅選23・多額納税7）だったことに特徴があった（ただし旗揚げ時に侯爵が1名いた）。また憲政会を率いる加藤高明のシンパだった伊沢多喜男と江木翼が主導したことから、憲政会とその後身の民政党の貴院における別働隊的な役目を担った。
特に政友会が貴族院の最大会派である研究会との連携を強めると、同成会は茶話会・公正会と組んで幸三派（これら三派の事務所がいずれも内幸町の幸倶楽部にあったことに由来する命名）と呼ばれる反政友会研究会連合を築いた。しかし茶話会と第二次無所属が合同して同和会を結成すると親民政党系の議員はこれに入会するようになり、その結果最盛期でも35名、通常はほぼ20名台と、勢力はさほど伸びなかった。それでも貴族院が廃止されるまで存続し、同和会の幣原喜重郎が首相を務めた幣原内閣では同和会とともに事実上の与党となった。